# 344
| [ Edytuj tabelę ] |                                              |
| Król Aksum        | - 320 Ezana 360                              |
| Władca Guptów     | - 330 Samudragupta 375                       |
| Władca Korei      | - 331 Kogugwŏn 371                           |
| Papież            | - 337 Juliusz I 352                          |
| Król Persji       | - 309 Szapur II 379                          |
| Cesarz Rzymu      | - 337 Konstancjusz II 361 - 337 Konstans 350 |

Rok 344 / CCCXLIV
stulecia: III wiek ~
IV wiek ~
V wiek

lata: 334 «
339 «
340 «
341 «
342 «
343 «
344
» 345
» 346
» 347
» 348
» 349
» 354

## Wydarzenia
- Wojna rzymsko-sasanidzka: miała miejsce bitwa pod Singarą.

## Urodzili się
- Amator, biskup Auxerre (zm. 418).
- Gu Kaizhi, chiński malarz (zm. 406).
- Huiyuan, chiński buddysta (zm. 416).
- Kumaradżiwa, propagator buddyzmu w Chinach (zm. 413).
- Maria Egipcjanka, pustelnica (zm. 421).

## Zmarli
- Biryu, król Baekje.